# دریاچه موستوویه
دریاچه موستوویه (روسی: Мостовое) یک دریاچه در سرزمین آلتای کشور روسیه است.